# 宝山滨江公园
宝山滨江公园是中華人民共和國上海市寶山區的一個免費公園，地處临江公园东侧，东至长江，西接临江大道，南临宝杨路码头，占地面积约5.38公顷。建成於2012年6月。當地曾經化工廠雲集。遊客在公園裡可以看到吴淞口国际邮轮港。公園內有健身步道、儿童游乐区、休息区。